# Gai Plini Valerià
Gai Plini Valerià (en llatí Caius Plinius Valerianus) va ser un metge romà que va morir jove, amb uns 22 anys.
El seu nom apareix a una inscripció a Como. Se li atribueix, però sembla que sense cap motiu, una obra mèdica titulada " Medicinae Plinianae Libri Quinque" que hauria estat escrita al segle iv. És un llibre de medicina domèstica que compila obres de Plini, Dioscòrides, Galè, Alexandre de Tral·les i altres, i no és especialment valuós.
Els primers tres llibres parlen de malalties diferents, començant per les del cap i acabant per les dels peus, i on fa una relació d'una gran quantitat de medicaments, tretes principalment de Plini. El quart llibre tracta de les propietats de les plantes, i és una còpia de Galè, i el cinquè, copia quasi literal d'Alexandre de Tral·les, fa referència a les dietes adequades a cada malaltia.